# Botho Prinz zu Sayn-Wittgenstein-Hohenstein
Botho Prinz zu Sayn-Wittgenstein-Hohenstein (Su Alteza Serenísima el Príncipe Botho de Sayn-Wittgenstein-Hohenstein) (Eisenach, 16 de febrero de 1927 – Salzburgo, 27 de enero de 2008) fue un político alemán. 

## Biografía
Nacido en la Casa de Sayn-Wittgenstein-Hohenstein, una de las casas más antiguas de la nobleza alemana, Botho fue el segundo hijo y el menor del príncipe Georg Wilhelm Friedrich Hermann zu Sayn-Wittgenstein-Hohenstein (1873-1960) y su esposa desmorganatizada, Marie Rühm, baronesa von Freusburg (1892-1975).
Fue miembro de la CDU y representó al partido en el Bundestag de 1965 a 1980. Su primera elección fue como representante de Sayn-Wittgenstein y fue reelegido por ese mismo territorio. Una vez lejos de la política, ocupó el cargo de presidente de la Cruz Roja Alemana entre 1982 y 1994.

## Vida privada
Se casó con la Baronesa Elisabeth Ilse Sonja Sylvia Karoline von Zedlitz und Leipe (1937-2020) el 23 de mayo de 1959. Con ella tuvo un hijo y dos hijas:
- Georg Christian Sigmund Winfired Rolf, Príncipe de Sayn-Wittgenstein-Hohenstein (n. 1960), se casó con Benedikta von Wolffersdorff-Mellin (n. 1961) y tuvieron descendencia.
- Friederike Maria Monika Jutta, Prinzessin zu Sayn-Wittgenstein-Hohenstein (n. 1961), casada con Heinrich Frömbling (n. 1959) y tiene descendencia
- Katharina Viktoria Ellinor, Prinzessin zu Sayn-Wittgenstein-Hohenstein (n. 1965), casada con Joachim Friedrich (1961) y tiene descendencia.